# Лососіна
Лососіна (пол. Łososina (rzeka)) — гірська річка в Польщі, у Лімановському й Новосондецькому повіті Малопольського воєводства. Ліва притока Дунайця, (басейн Балтійського моря).

## Опис
Довжина річки 54 км, падіння річки 617  м, похил річки 11,43  м/км, найкоротша відстань між витоком і гирлом — 36,46  км, коефіцієнт звивистості річки — 1,49 . Формується притоками, багатьма безіменними гірськими потоками. Річка від села Юркув до села Лососіна-Гурна облаштована кам'яними дамбами у кількості 75 одиниць. Річка тече у Бескиді Виспови. У річці водяться риби: марена, головень, ялець, пічкур, минь, пструг, мересниця, підуст, вугор. Головною рибою у річці є пструг, який набирає розміру лосося. Назва річки походить від лосося, який з давніх-давен розмножувався у цій гірській річці.

## Розташування
Бере початок на північно-східних схилах гори Кобилиці (940,0 м) на висоті 850 м над рівнем моря (гміна Добра). Тече переважно на північний схід через Пулжечкі і на висоті 233 м над рівнем моря у селі Вітовіце-Дольне впадає у озеро Чховське (водосховище річки Дунайця, правої притоки Вісли).
Населені пункти вздовж берегової смуги: Юркув, Добра, Подлопень, Завадка, Тумбарк, Пекелко, Кошари, Лососіна-Гурна, Млинне, Ляскова, Явожна, Стшешиці, Уяновиці, Жбіковиці, Вроновиці, Личанка, Лососіна-Дольна, Вітовіце-Гурне, Вітовиці.

## Притоки
- Уплезювий Потік, Потік Тромишка, Червона, Хишівка, Хохоловський Потік, Рибківський Потік, Сухий Потік, Слопничанка, Совліна, Потік Станковський (праві); Лососінка, Беднарка, Поромбка, Роздзеле, Камйонка, Бяла (ліві).[1]

## Цікаві факти
- У селі Добра річку перетинає автошлях  28, а у Лососні-Дольній — автошлях  75.
- Навколо річки та через неї пролягає та перетинає велика кількість туристичних шляхів, яки на мапі туристичній значаться жовтим, зеленим, синім, червоним та чорним кольором.[4]
- У селі Лососіна-Дольна на лівому березі річки за 500 м розташоване спортивне цивільне летовище Лососіна-Дольна — Новий Сонч.[4]

## Галерея

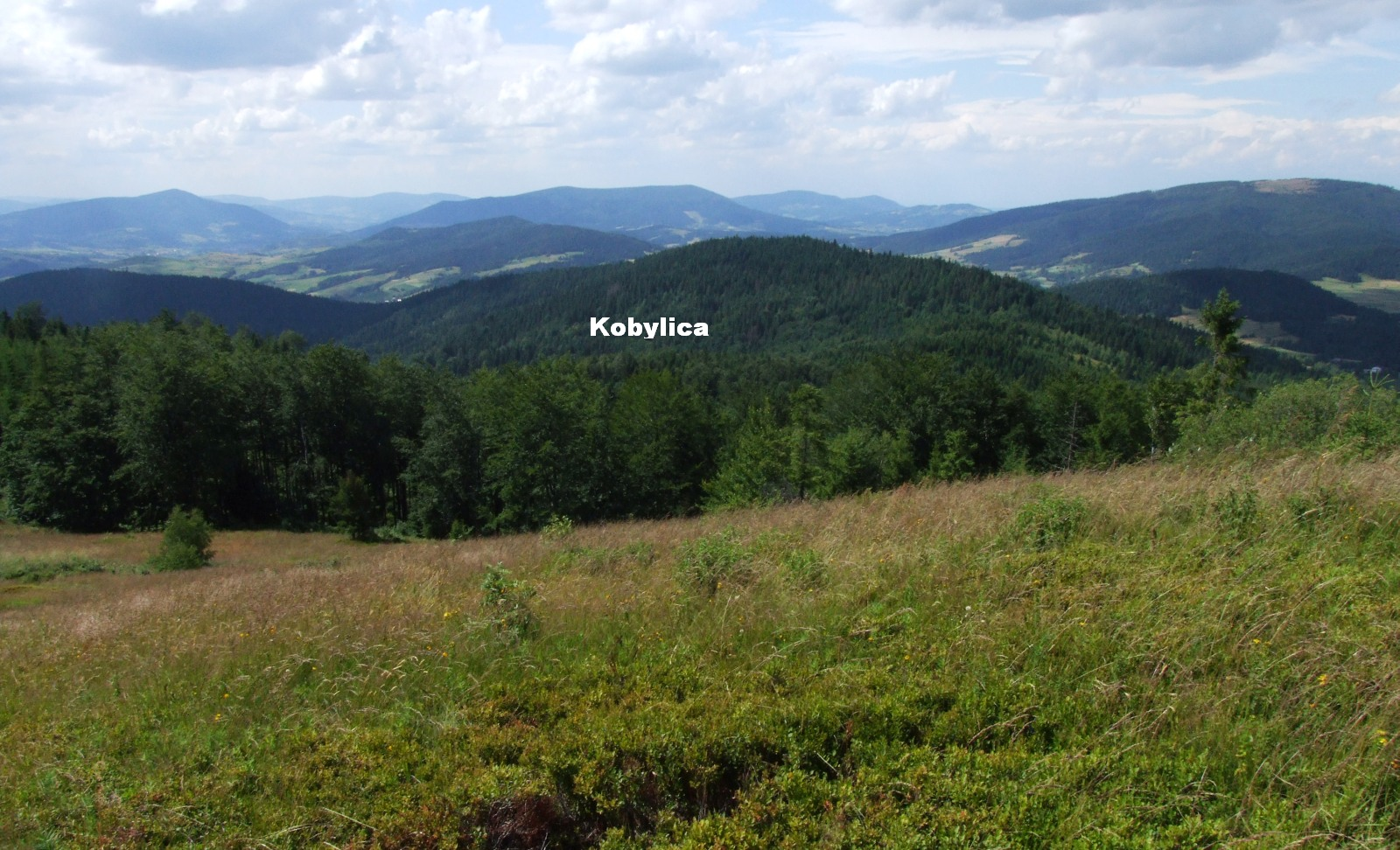
Бескид Виспови. Вид з Ясенської галявини. Кобилиця внизу, на вершині Огожала, Щебель, Любогощ, Цвілін
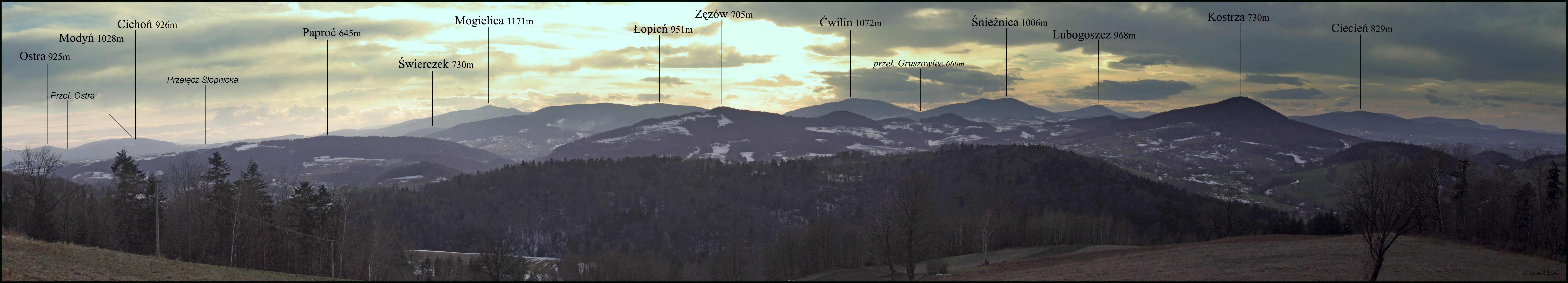
Панорама Бескиду Виспови з гори Пасербецькій
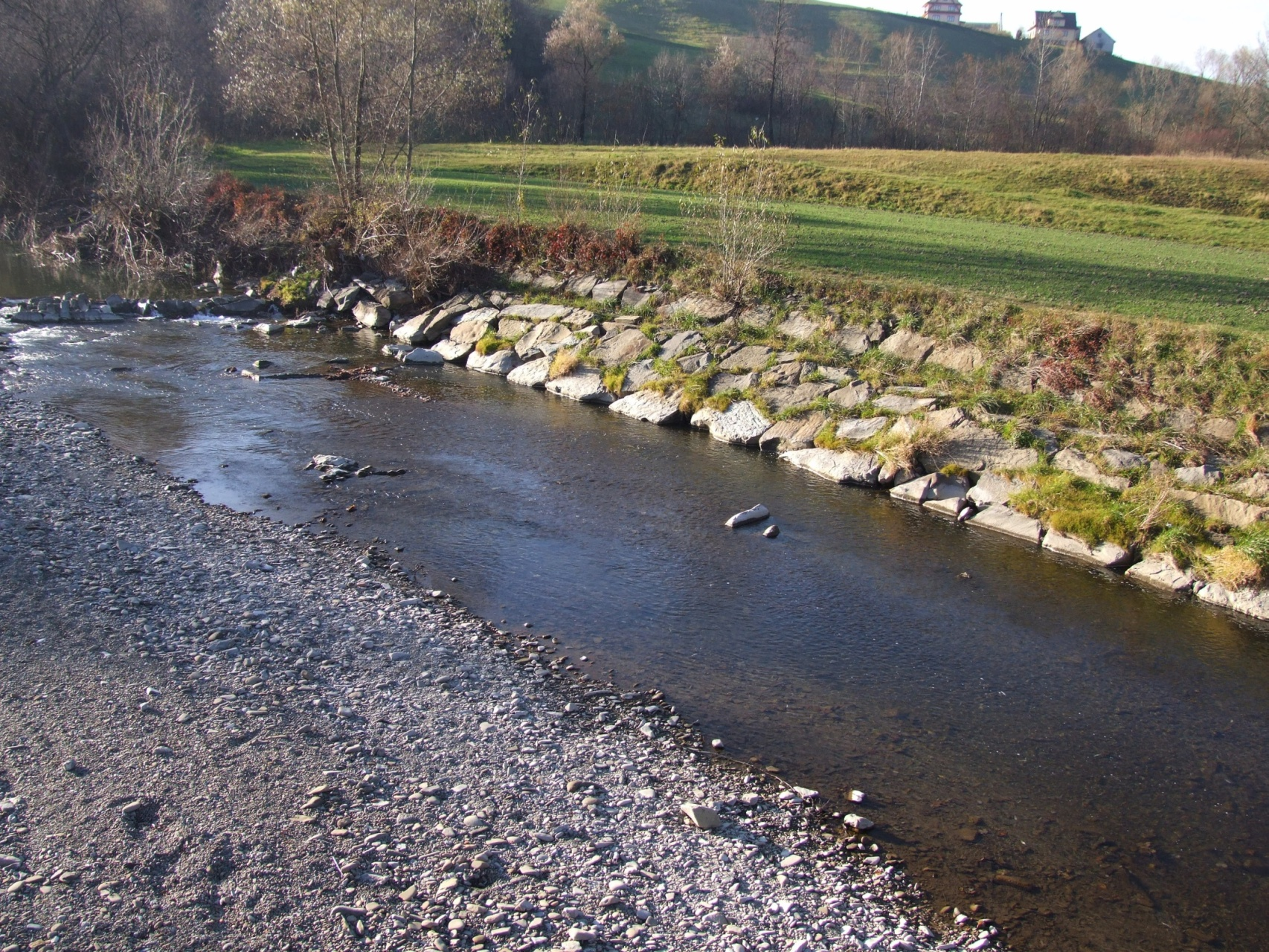
Лососіна в Пекелко (з низьким рівнем води)
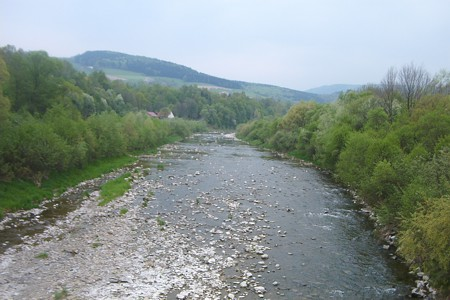
Лососіна в Лососині-Дольній
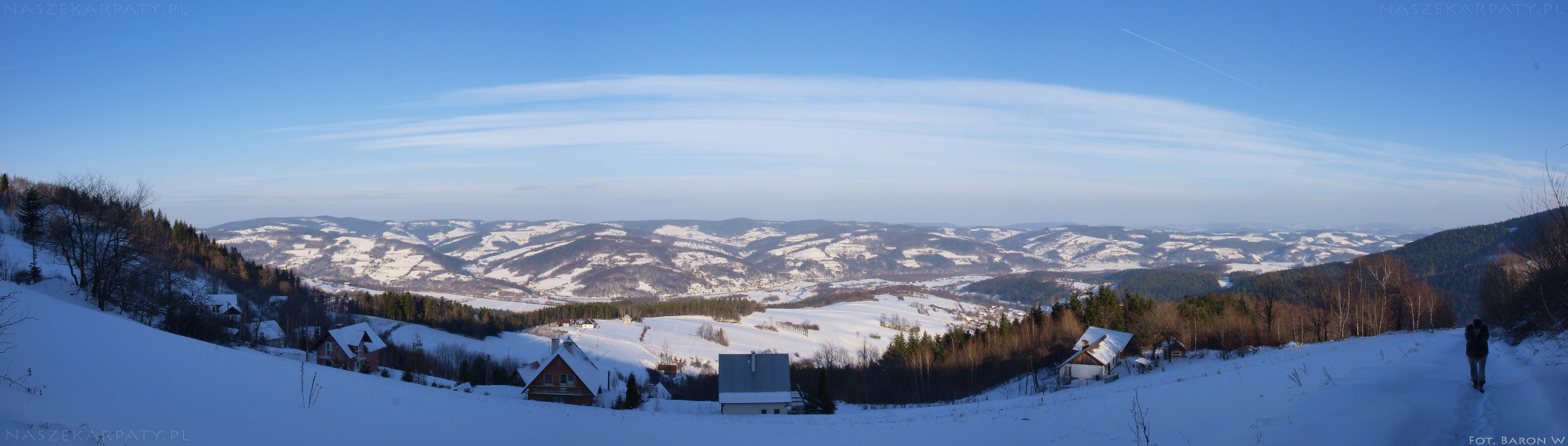
Вид на долину Лососіни з Лососінського хребта (з околиць вершини Кораб)
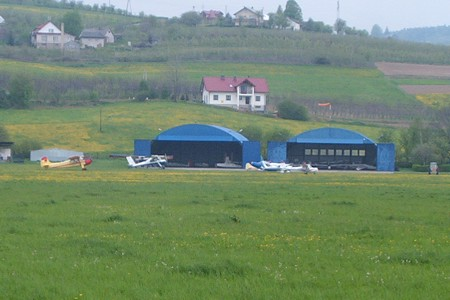
Спортивне цивільне летовище Лососіна-Дольна — Новий Сонч